# Ranspach-le-Haut
Ranspach-le-Haut település Franciaországban, Haut-Rhin megyében. Lakosainak száma 626 fő (2022. január 1.). Ranspach-le-Haut Helfrantzkirch, Berentzwiller, Knœringue, Michelbach-le-Haut és Ranspach-le-Bas községekkel határos.

## Népesség
A település népessége az elmúlt években az alábbi módon változott:
| Lakosok száma | 612  | 621  | 637  | 628  | 628  | 628  | 627  | 627  | 626  |
|               | 2013 | 2015 | 2016 | 2017 | 2018 | 2019 | 2020 | 2021 | 2022 |